# Lockheed L-1011 TriStar
Lockheed L-1011 TriStar, thường gọi với tên L-1011 hoặc TriStar, là dòng máy bay thân rộng ba động cơ, một tầng, hai lối đi thuộc hãng  sản xuất máy bay Hoa Kỳ Lockheed Corporation. Đây là chiếc máy bay thân rộng thứ ba trong lịch sử đi vào hoạt động thương mại sau Boeing 747 và McDonnell Douglas DC-10. Chiếc máy bay có sức chứa tối đa 400 hành khách với tầm bay ngắn hơn 4.000 hải lý (7.410 km).
Chiếc máy bay sử dụng ba động cơ bao gồm Rolls-Royce RB211 gắn ở đuôi máy với hai động cơ hai bên gắn dưới hai cánh. Chiếc máy bay được trang bị hệ thống hạ cánh tự động, hệ thống kiểm soát hạ độ cao tự động.
Dòng L-1011 TriStar có hai biến thể chiều dài khác nhau. Chiếc L-1011-1 lần đầu cất cánh vào tháng 11 năm 1970 và bay thương mại với hãng Eastern Air Lines từ năm 1972. Sau này chiếc L-1011-500 thân ngắn hơn nhưng với tầm bay dài hơn ra đời, cất cánh năm 1978 và bay thương mại với British Airways một năm sau đó.
Chiếc máy bay được chế tạo ra nhằm mục đích hiện đại hóa hãng Lockheed vì hãng đã sản xuất rất nhiều máy bay quân sự. Nhưng nó làm cho hãng phải chịu mức cổ phiếu bị giảm kỉ lục nên hãng đã ngưng dây chuyền sản xuất L-1011.

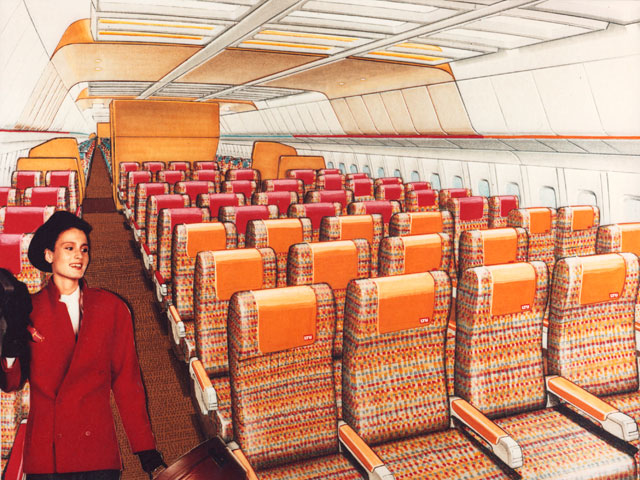
Sơ đồ ghế của L-1011 (từ năm 1970)